# 林以良
林以良（15世紀—16世紀），字其元，廣東廣州府增城縣龜峰舖人，明朝政治人物。

## 生平
林以良是嘉靖十年（1531年）辛卯科廣東鄉試舉人，授浙江建德知縣，用禮法改變陋習，禁止淫祠、浮屠、溺女、火葬等行為又在縣內修建二塔，設置文廟祭器，饑荒時煮粥救活人民，在任九年後調橫州知州，建德人為他立碑紀念。他出仕後自有俸祿，於是把家田宅都給與弟弟，被視為孝友的行為。

## 引用
1. 1 2  民國《增城縣志·卷十九·人物二》：林以良，字其元，允猶子，由嘉靖辛卯舉人授建德知縣，講禮以化陋俗，若淫祠浮屠溺女火葬之類一概禁止，又為縣建二塔，修文廟祭器，遇大䘲施粥活民，厯九載遷橫州守，建德士民立碑以志不忘，以良自以既仕有俸祿，舊所遺田宅悉與弟，有古友于風。